# Michl Laimer
Michl Laimer (eigentlich Michael Josef Laimer; * 8. März 1965 in München) ist ein Südtiroler Politiker.

## Biographie
Laimer besuchte das Vinzentinum in Brixen und absolvierte anschließend ein von den Universitäten Innsbruck und Padua gemeinsam angebotenes Diplomstudium der Rechtswissenschaften, das er 1989 mit einer in italienischer Sprache verfassten Diplomarbeit über Software-Lizenzverträge abschloss. Der im Landesdienst tätige Jurist wurde im Jahr 1993 erstmals auf der Liste der Südtiroler Volkspartei (SVP) in den Landtag und damit gleichzeitig den Regionalrat Trentino-Südtirol gewählt. Laimer wurde 1994 Mitglied der Landesregierung und im Kabinett Durnwalder II zuständiger Landesrat für Wasser und Energie, ab 1996 zusätzlich für Umwelt und Raumordnung.
Bei den Landtagswahlen 1998, 2003 und 2008 konnte Laimer jeweils erneut ein Mandat erringen und betreute in den Kabinetten Durnwalder III, Durnwalder IV und Durnwalder V als Landesrat weiterhin dieselben Ressorts. Am 5. Juni 2012 trat er aufgrund der Anklageerhebung der Staatsanwaltschaft im Zuge des SEL-Skandals, unter anderem wegen Verdachts auf Amtsmissbrauch, als Landesrat zurück. Nach Fortschreiten der Ermittlungen verzichtete er am 5. November 2012 auch auf sein Landtags- und Regionalratsmandat und wurde durch Otto von Dellemann ersetzt. Im Februar 2013 wurde Laimer am Landesgericht Bozen im Rahmen eines gerichtlichen Vergleichs wegen Betrugs und Wettbewerbsverzerrung zu zwei Jahren und acht Monaten Haft verurteilt. Im November desselben Jahres kamen in einem weiteren Prozess zwei zusätzliche Monate hinzu; da Laimer jedoch damit die Schwelle von drei Jahren Haft nicht überschritt, konnte er die Strafe durch haftersetzenden Sozialdienst abgelten. 2017 wurde Laimer in der Berufung von allen Vorwürfen freigesprochen.